# فلوريدا

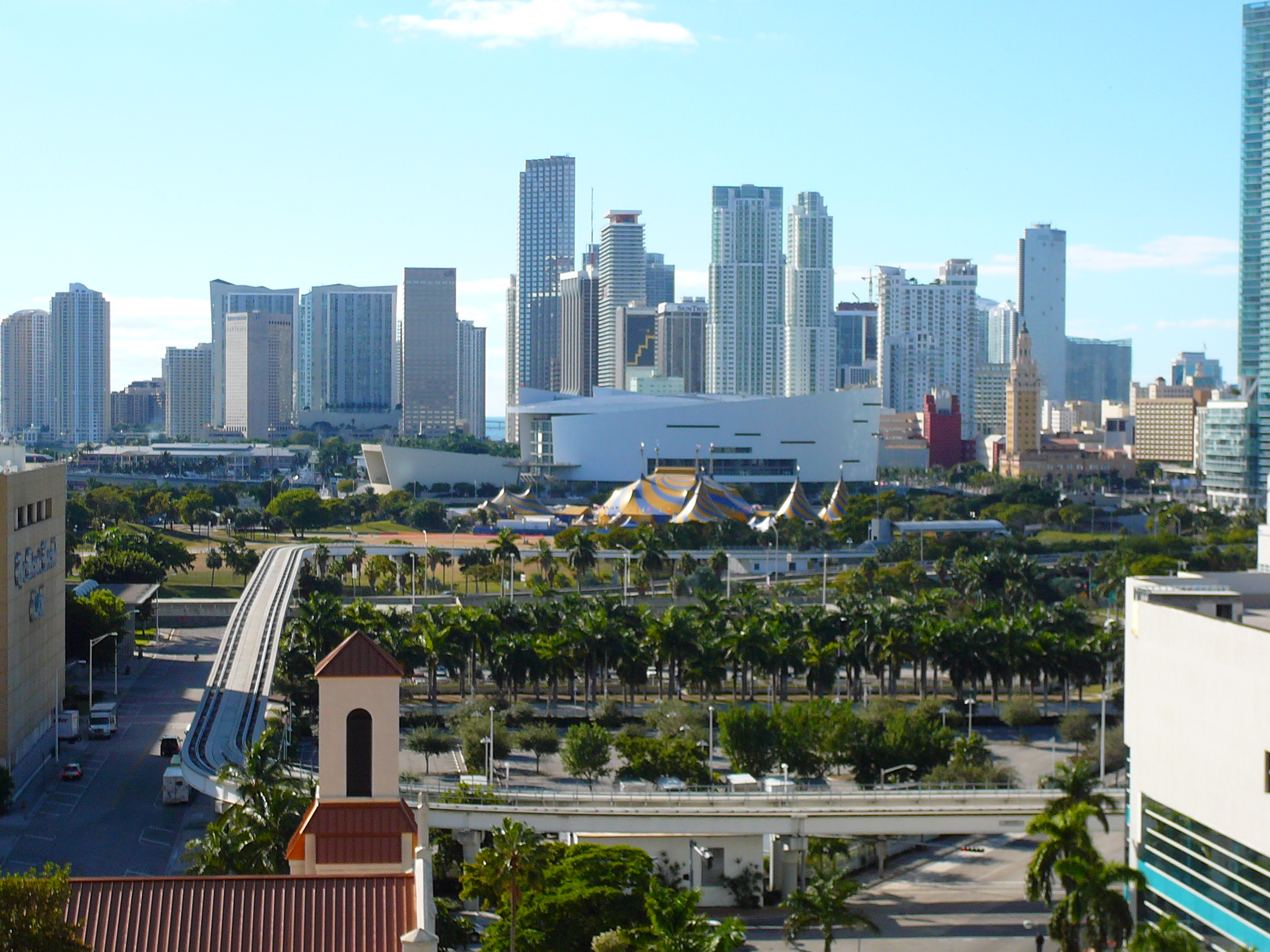
ميامي، على ساحل المحيط الأطلسي.

فلوريدا أو إفلُورِدة (بالإنجليزية: Florida)‏؛ (وتعني بالإسبانية: «أرض الزهور»)، هي ولاية تقع في جنوب شرق الولايات المتحدة. يحدها من الغرب خليج المكسيك، وإلى الشمال ولايات ألاباما وجورجيا، إلى الشرق المحيط الأطلسي، وإلى الجنوب مضيق فلوريدا وكوبا. ترتيب فلوريدا هو الثاني والعشرين من حيث المساحة، والثالث من حيث عدد السكان، والثامن من حيث الكثافة السكانية في الولايات المتحدة. جاكسونفيل هي أكبر البلديات من حيث السكان على مستوى الولاية وهي أكبر مدينة من حيث المساحة في الولايات الأمريكية المتجاورة. منطقة ميامي الكبرى هي أكبر منطقة حضرية من حيث السكان في فلوريدا. عاصمة الولاية هي مدينة تالاهاسي.
فلوريدا هي شبه جزيرة بين خليج المكسيك والمحيط الأطلسي ومضيق فلوريدا، ولها أطول خط ساحلي في الولايات المتحدة المتاخمة بطول حوالي 1,350 ميل (2,170 كم)، وهي الولاية الوحيدة التي تحد كلا من خليج المكسيك والمحيط الأطلسي. ويقع جزء كبير من أرض الولاية عند مستوى سطح البحر أو بالقرب منه ويتميز بالتربة الرسوبية. يختلف المناخ من شبه استوائي في الشمال إلى استوائي في الجنوب. وهي موطن لعدة حيوانات مثل القاطور الأمريكي، والتمساح الأمريكي، ونمر فلوريدا، وخروف البحر ويمكن العثور عليها في حديقة إيفرغلاديس الوطنية.
أول اتصال أوروبي بالإقليم كان في عام 1513 من قبل المستكشف الأسباني خوان بونثي دي ليون – الذي أطلق عليها اسم «لا فلوريدا» أو أرض الزهور عندما حطّ على شواطئها في موسم عيد الفصح، ويعرف بالإسبانية باسم باسكوا فلوريدا (بالإسبانية: Pascua Florida)‏ – وكانت فلوريدا محل نزاع بين القوى الاستعمارية الأوروبية قبل أن تصبح ولاية أمريكية في عام 1845. وكانت الموقع الرئيسي لحروب السيمينول ضد الأمريكيين الأصليين، والفصل العنصري بعد الحرب الأهلية الأمريكية.
واليوم، تتميز ولاية فلوريدا بمجتمعها الكبير من الوافدين الكوبيين ونموها السكاني المرتفع، فضلًا عن مشاكلها البيئية المتزايدة. ويعتمد اقتصاد الولاية أساسًا على السياحة والزراعة والنقل الذي تطور في أواخر القرن التاسع عشر. وتشتهر ولاية فلوريدا أيضًا بالمتنزهات، ومحاصيل البرتقال، ومركز كينيدي للفضاء، وبكونها وجهة مفضلة للمتقاعدين.
ثقافة فلوريدا هي انعكاس للتأثيرات والموروثات الثقافية المتعددة؛ مثل الأمريكيين الأصليين، والمهاجرين الأوروبيين، والثقافة الإسبانية، وميراث العبيد الأفارقة ويظهر كل هذا واضحًا في العمارة والمطبخ. وقد جذبت فلوريدا العديد من المؤلفين مثل مارجوري كينان رولينغز وإرنست همنغواي وتينيسي وليامز، وتستمر بجذب المشاهير والرياضيين. تُعرف فلوريدا دوليًا بملاعب الجولف والتنس وسباق السيارات والرياضات المائية.

## التاريخ
دخل أسلاف الهنود فلوريدا منذ 14000 عام على الأقل. بحلول القرن السادس عشر، وهو أقرب وقت يوجد فيه سجل تاريخي، تضمنت المجموعات الرئيسية للأشخاص الذين يعيشون في فلوريدا قبيلة أبالاتشي في فلوريدا بانهاندل وتيموكوا في الشمال والوسط وآيس على الساحل الأطلسي الأوسط وكالوسا في جنوب غرب فلوريدا.

### الدخول الأوروبي
تُعد فلوريدا المنطقة المأهولة الأولى من قِبَل الأوروبيين في ما يُعرف الآن باسم الولايات الأمريكية المتجاورة. قّدِمَ أوائل المستكشفين الأوروبيين المعروفين برفقة خوان بونثي دي ليون. شوهد بونثي دي ليون وهو يرسي سفينته في شبه الجزيرة في 2 أبريل عام 1513. أطلق عليها اسم فلوريدا الإسبانية نظرًا للمناظر الطبيعية الخضراء والمزهرة إذ كان موسم عيد القيامة، والذي أطلق عليه الإسبان اسم باسكوا فلوريدا (مهرجان الزهور). في اليوم التالي، وصلوا إلى الشاطئ لجمع المعلومات والاستيلاء على هذه الأرض الجديدة. أما قصة بحثه عن ينبوع الشباب فهي قصة أسطورية ولم تظهر إلا بعد فترة طويلة من وفاته.
في مايو 1539، طاف إرناندو دي سوتو حول ساحل فلوريدا باحثًا عن ميناء عميق ليُرسي سفينته. وصف المشهد وكأنه جدار سميك من أشجار الأيكة الساحلية الحمراء المنتشرة ميلًا بعد ميل حتى أن بعضها يصل ارتفاعه إلى 70 قدمًا (21 مترًا) التي تجعل إرساء السفينة أمرًا صعبًا للغاية بسبب جذورها المتشابكة والمرتفعة. جلب الإسبان معهم الديانة المسيحية وقاموا بإحضار الماشية والخيول والأغنام وأيضًا اللغة القشتالية وغيرها إلى فلوريدا. بدرجات متفاوتة من النجاح، أنشأت إسبانيا العديد من المستوطنات هناك. في عام 1559، أنشأ دون تريستان دي لونا إي أريلانو مستوطنة في بينساكولا الحالية، ما جعلها واحدة من المستوطنات الأولى في فلوريدا، لكن تم هجرها في الغالب بحلول عام 1561.
بين عامي 1564-1565، تم إنشاء مستوطنة فرنسية في حصن كارولين، في مقاطعة دوفال الحالية، والتي دمرها الإسبان. تم ترميم الحصن من جديد في موقعه الأصلي داخل جاكسونفيل.
في عام 1565، تم إنشاء مستوطنة سانت أوغسطين (سان أغوستين) بإشراف الأدميرال والحاكم بيدرو مينينديث دي أفيليس، التي أصبحت أقدم المستوطنات الأوروبية المحتلة في الولايات المتحدة القارية وذلك بإنشاء الجيل الأول من السكان الفلوريديين والحكومة الخاصة بهم. حافظت إسبانيا على سيطرتها الاستراتيجية على المنطقة من خلال تحويل القبائل المحلية إلى المسيحية. تم زواج لويزا دي أبريغو، وهي خادمة سوداء حرة من إشبيلية، من ميغيل رودريغيز، وهو رجل أبيض من شقوبية، في عام 1565 في سانت أوغسطين. وهو أول زواج مسيحي مسجل في الولايات المتحدة القارية.
تزوج بعض الإسبان أو أقاموا اتحادات مع سكان بينساكولا وشعب مسكوكي والأفارقة، سواء كانوا عبيدًا أم أحرارًا، ما أدى إلى خلق جيل جديد من مجموعة مختلطة الأعراق من الميستيثو والمولاتو. شجع الإسبان العبيد من المستعمرات الثلاث عشرة على القدوم إلى فلوريدا كملجأ ووعدوهم بالحرية مقابل التحول إلى الكاثوليكية. أصدر الملك كارلوس الثاني ملك إسبانيا إعلانًا ملكيًا لتحرير جميع العبيد الذين فروا إلى فلوريدا الإسبانية ووافقوا على التحول والمعمودية. ذهب معظمهم إلى المنطقة المحيطة بسانت أوغسطين، لكن الهاربين منهم أيضًا كانوا قد وصلوا إلى بينساكولا. في سانت أوغسطين، تم حشد وحدة ميليشيا بالزي الأسود بالكامل للدفاع عن فلوريدا الإسبانية في وقت مبكر من عام 1683.
تضاءلت المنطقة الجغرافية للمطالبات الإسبانية في فلوريدا بالتزامن مع إنشاء مستوطنات إنجليزية في الشمال والمطالبات الفرنسية بالغرب. شنّ المستعمرون والقراصنة الإنجليز عدة هجمات على سانت أوغسطين في القرنين السابع والثامن عشر ودمروا المدينة والكاتدرائية بالكامل عدة مرات. قامت إسبانيا ببناء قلعة سان ماركوس في عام 1672 ونصب فورت ماتانزاس الوطني في عام 1742 للدفاع عن عاصمة فلوريدا ضد أية هجمات، وأيضًا من أجل الحفاظ على موقعها الاستراتيجي كمركز دفاع عن ولاية الكابتن العام لكوبا والهند الغربية الإسبانية.
في عام 1738، أقام الحاكم الإسباني لفلوريدا، مانويل دي مونتيانو، حصن موس بالقرب من سانت أوغسطين، وهي بلدة محصنة يسكنها العبيد الهاربين الذين منحهم مونتيانو الجنسية والحرية مقابل خدمتهم في ميليشيا فلوريدا، والتي أصبحت أول مستوطنة سوداء حرة مصدق عليها قانونيًا في أمريكا الشمالية.
في عام 1763، تبادلت إسبانيا فلوريدا مع مملكة بريطانيا العظمى للسيطرة على هافانا، كوبا، التي استولى عليها البريطانيون خلال حرب السنوات السبع. تمت المبادلة باعتبارها جزء من معاهدة باريس لعام 1763 التي أنهت حرب السنوات السبع. تم منح إسبانيا ولاية لويزيانا من فرنسا جراء خسارتهم لفلوريدا. غادر جزء كبير من سكان فلوريدا ومعهم قسم كبير من السكان الأصليين المتبقين إلى كوبا. سرعان ما شيّد البريطانيون طريق الملك الذي يربط سانت أوغسطين بجورجيا. بُني الطريق فوق نهر سانت جونز عند نقطة ضيقة تسمى واكا بيلاتكا، وهي الآن قلب وسط مدينة جاكسونفيل، والتي كان يُشار إليها سابقًا بالاسم البريطاني «كاو فورد»، ما يعكس حقيقة أن الماشية قد تم إحضارها عبر النهر.
قسّم البريطانيون ودمجوا مقاطعات فلوريدا (لاس فلوريداس) في شرق فلوريدا وغربها، وهو التقيسم الذي حافظت عليه الحكومة الإسبانية بعد مرور الفترة البريطانية القصيرة. منحت الحكومة البريطانية الأراضي للضباط والجنود الذين قاتلوا في الحرب الفرنسية والهندية بهدف تشجيع الاستيطان. بغية حثّ المستوطنين على الانتقال إلى فلوريدا، تم نشر تقارير عن ثروتها الطبيعية في أنحاء إنجلترا. انتقل عدد من المستوطنين البريطانيين الذين وصفوا بأنهم «نشيطون وذو صفات حسنة» إلى فلوريدا ومعظمهم دكان قد جاء من ساوث كارولينا وجورجيا وإنجلترا. كان هناك أيضًا مجموعة من المستوطنين ممن قدموا من مستعمرة برمودا. عُدت هذه أول مجموعة دائمة ناطقة باللغة الإنجليزية، وهي تُعرف الآن بمقاطعات دوفال وبيكر وسانت جونز وناسو. شيّد البريطانيون طرقًا عامة جيدة وأدخلوا زراعة قصب السكر والصبغ النيلي والفواكه، بالإضافة إلى تصدير الخشب المقطع.
تم توجيه الحكام البريطانيين للدعوة إلى الجمعيات العامة في أقرب وقت ممكن من أجل سنّ قوانين الولاية، وفي غضون ذلك، وعملًا بنصيحة المجالس، قرروا إنشاء المحاكم. كانت هذه أول مقدمة للنظام القانوني المشتق من اللغة الإنجليزية والذي يتم تطبيقه في فلوريدا حتى اليوم، بما في ذلك المحاكمة أمام هيئة محلفين والأمر بالمثول أمام القضاء وحكومة المقاطعة. لم يرسل أي قسم من فلوريدا، القسمين الشرقي والغربي، أي ممثلين إلى فيلادلفيا لصياغة إعلان الاستقلال. ظلت فلوريدا معقلًا للموالين طوال فترة الثورة الأمريكية.
استعادت إسبانيا شرق وغرب فلوريدا بعد هزيمة بريطانيا في حرب الاستقلال الأمريكية ولاحقًا توقيع معاهدة فرساي في عام 1783، مع الحفاظ على الانقسامات الإقليمية حتى عام 1821.

## أشهر المدن
أورلاندو والتي تعتبر مدينة الترفيه الأولى في الولايات المتحدة الأمريكية، ميامي وهي مدينة عالمية ولكن يغلب عليها اللغة الإسبانية في الشارع، ديتونا بيتش وتعد من أجمل السواحل في العالم، تامبا وفيها البحرية الأمريكية، جينسفيل، جاكسونفيل، تالاهاسي (العاصمة)، ميلبورن، سانت بيت، إضافة إلى شاطئ (ديتونا بيتش) المعروف على مستوى الدولة ككل بجماله تتألف ولاية فلوريدا من 67 مقاطعة.

كما أن في فلوريدا قاعدة كيب كانافيرال، محطة الفضاء الأمريكية التي تنطلق منها رحلات الفضاء، وهي تقع على الساحل الشرقي بموازاة مدينة الترفيه والسياحة أورلاندو.

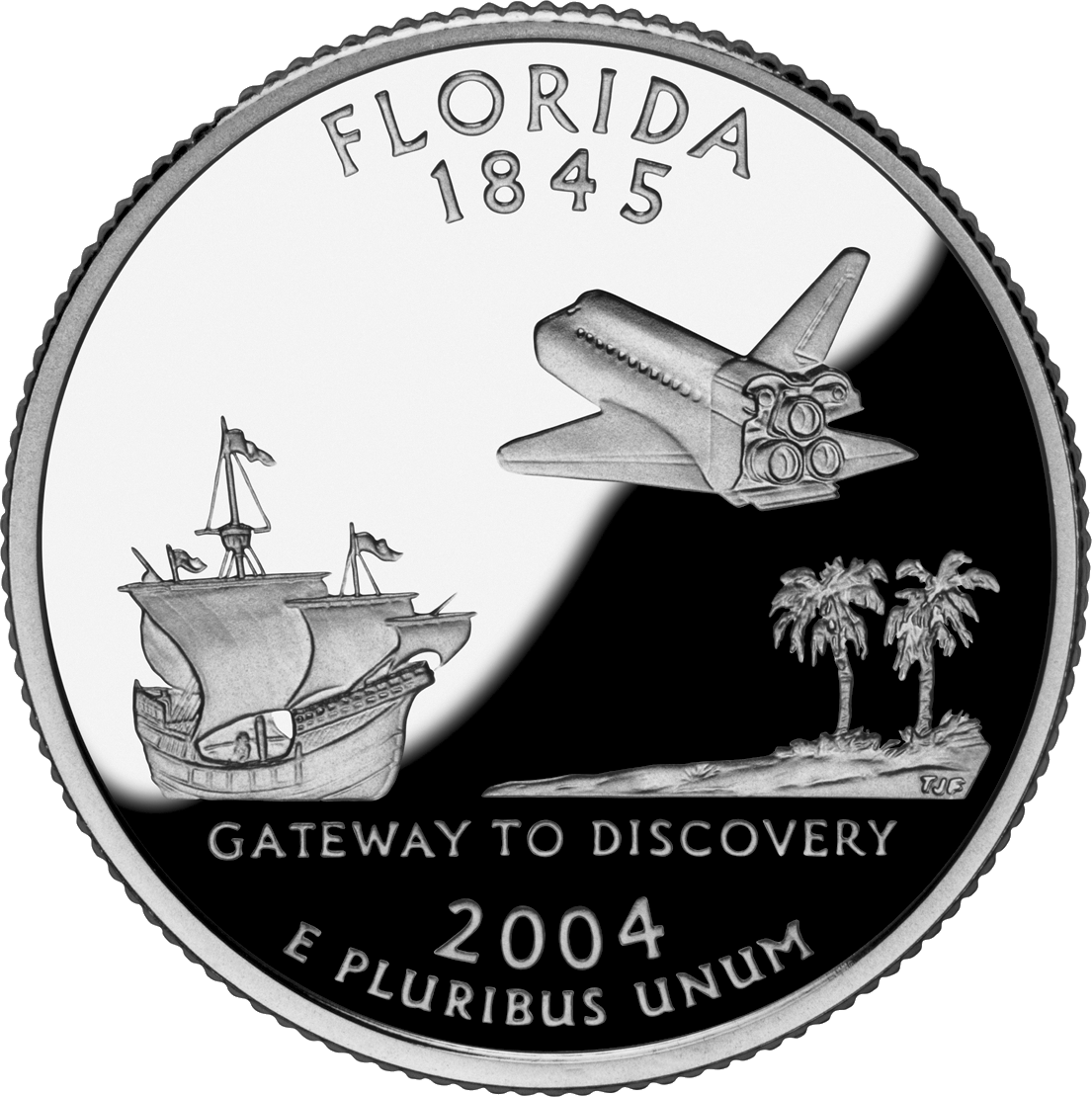
عملة ربع دولار صدرت في عام 2004 تكريما لولاية فلوريدا

## سياحة
تعتبر ولاية فلوريدا من أكثر الولايات السياحية في الولايات المتحدة حيث تشتهر بوجود الشواطئ المطلة على خليج المكسيك والمحيط الأطلسي وخاصة في مدينة ميامي التي تعتبر أهم مدينة في الولاية. كما يوجد فيها عدة متنزهات لمختلف الفئات العمرية وعلى الأخص في أورلاندو حيث فيها فرعًا كبيرًا لديزني لاند، و«إبكوت سنتر»، يزورهما ملايين السياح من الأمريكان ومن خارج الولايات المتحدة في كل عام.

## معرض الصور

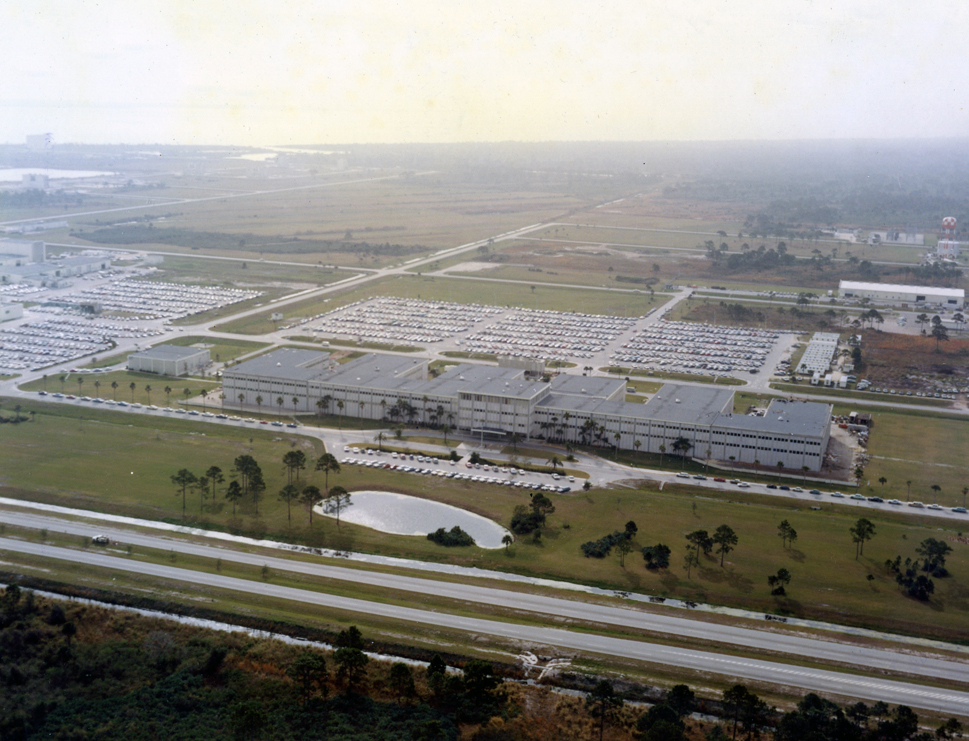
مركز كينيدي للفضاء
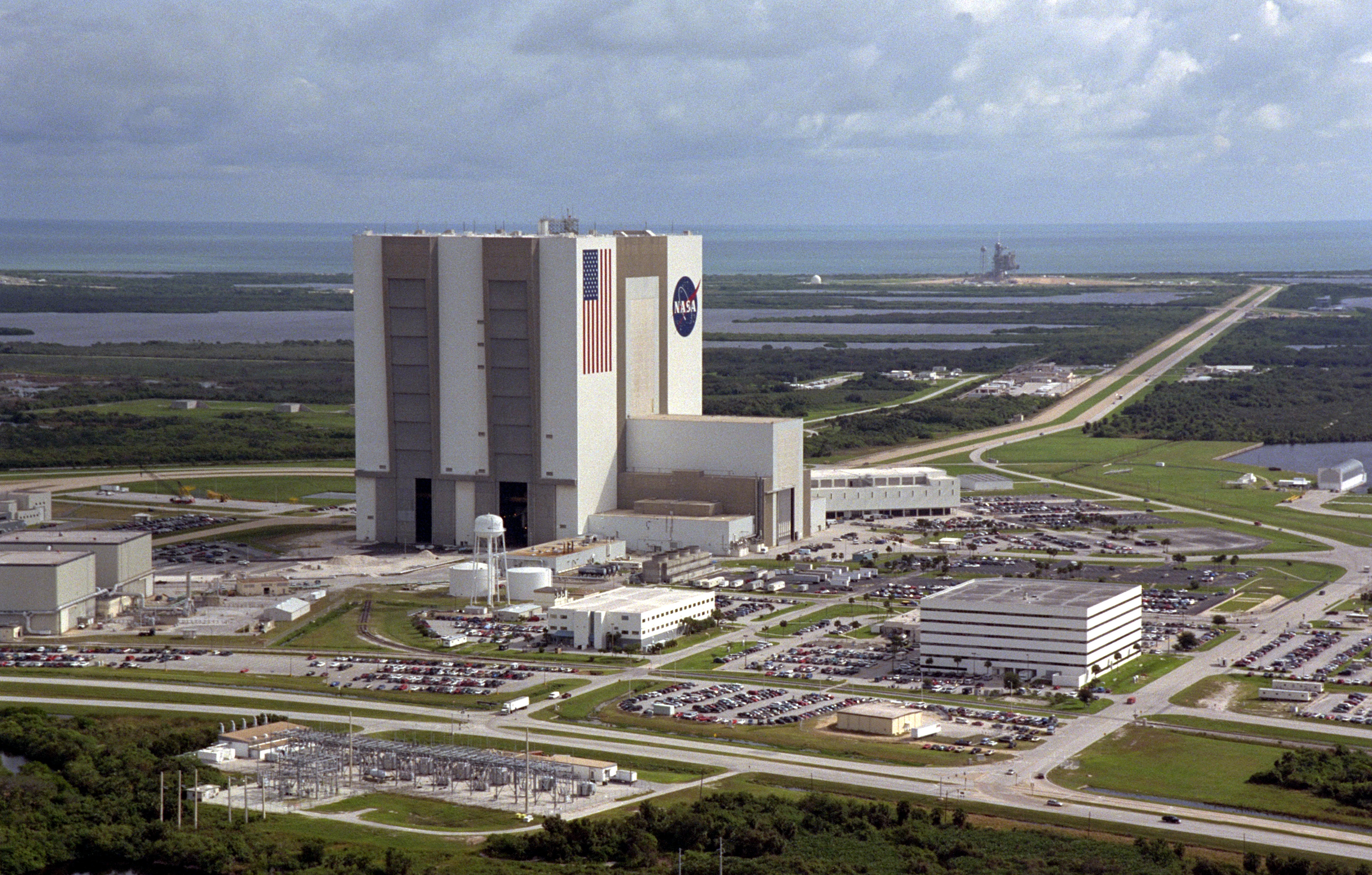
مركز كينيدي للفضاء.
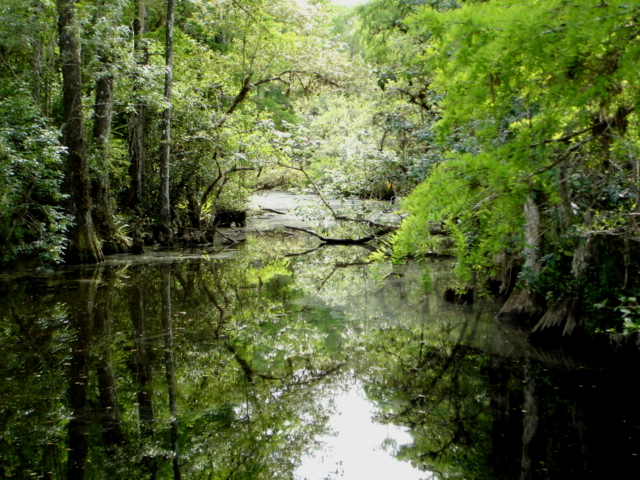
مستنقع في حديقة إيفرغلاديس الوطنية
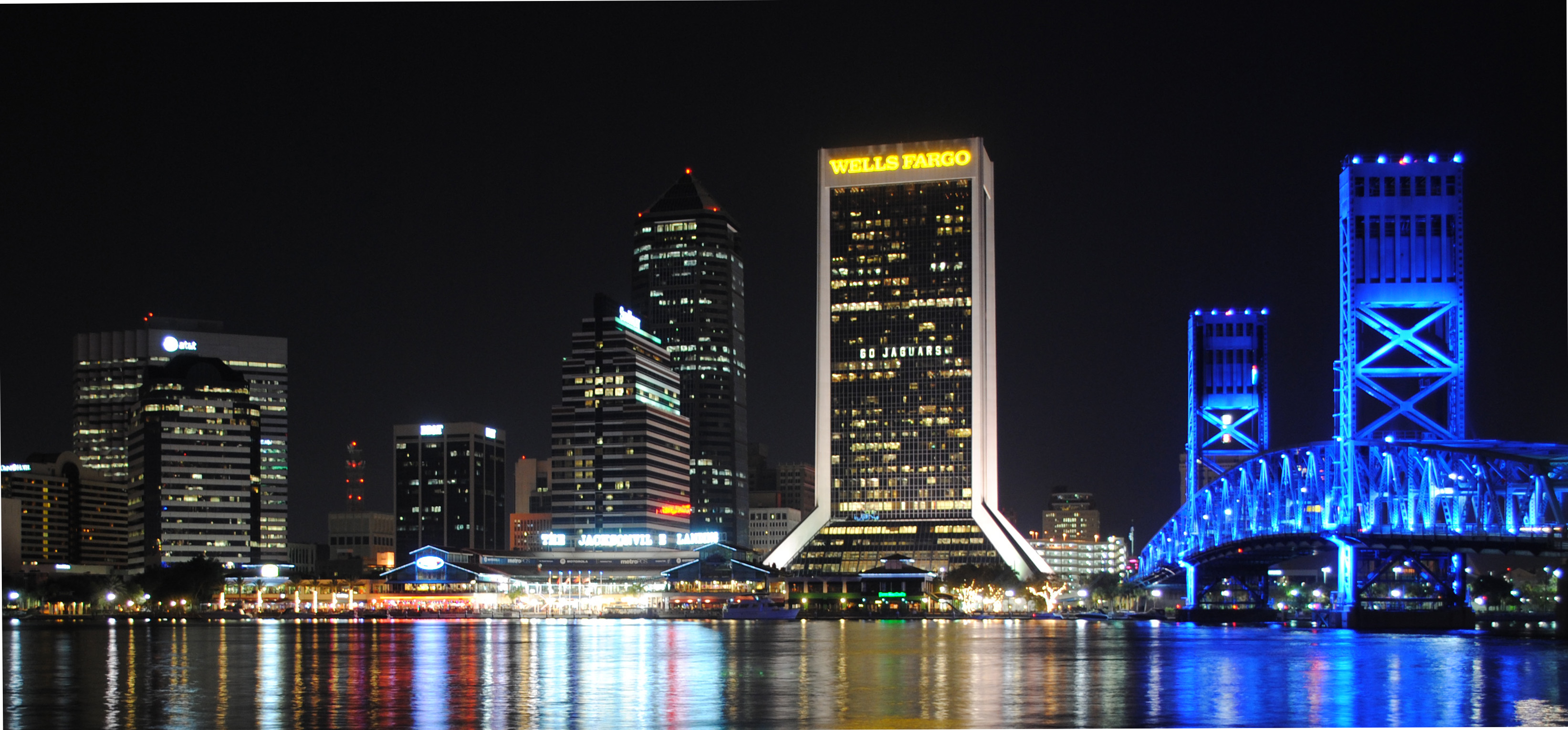
جاكسونفيل
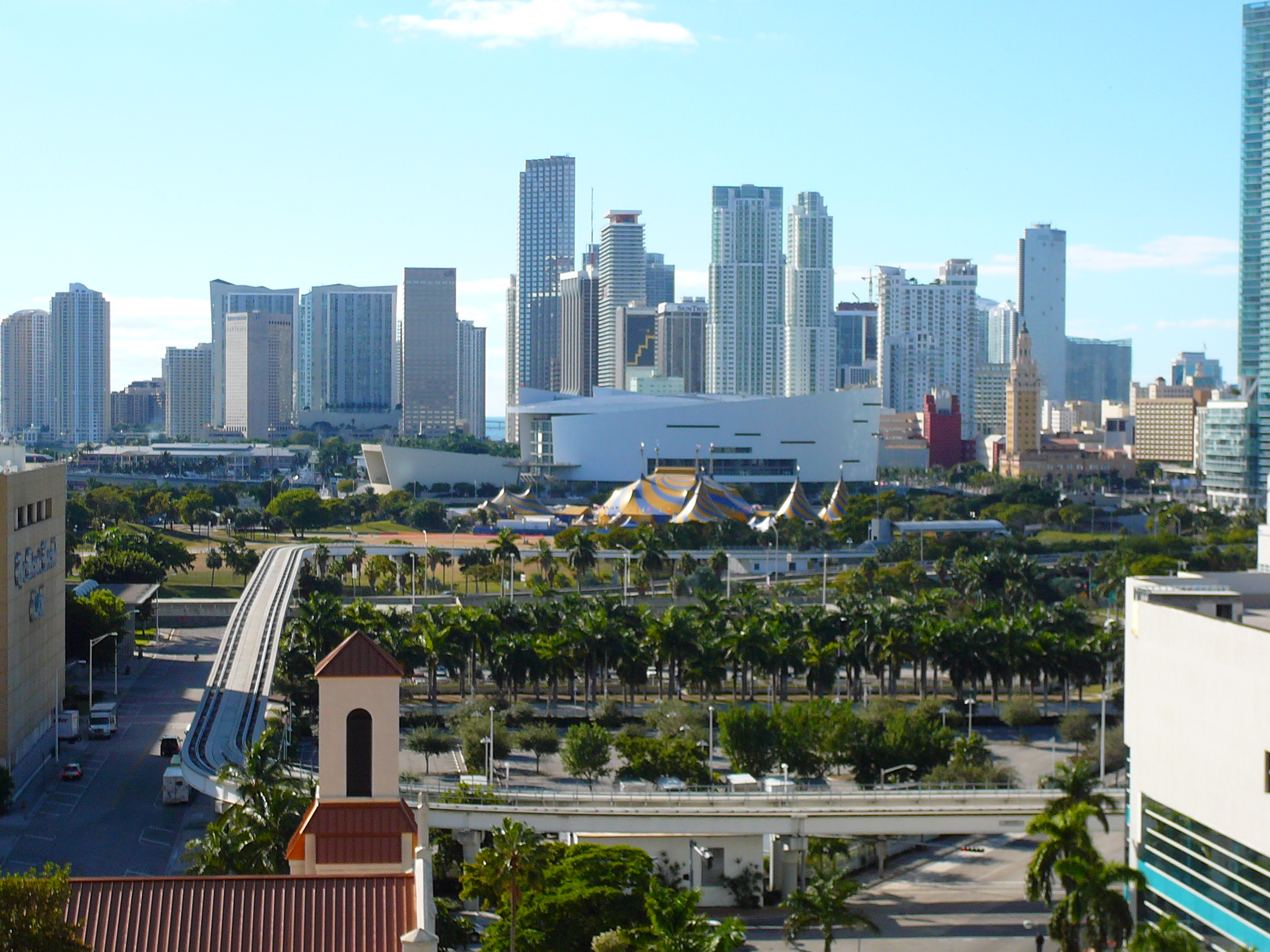
ميامي
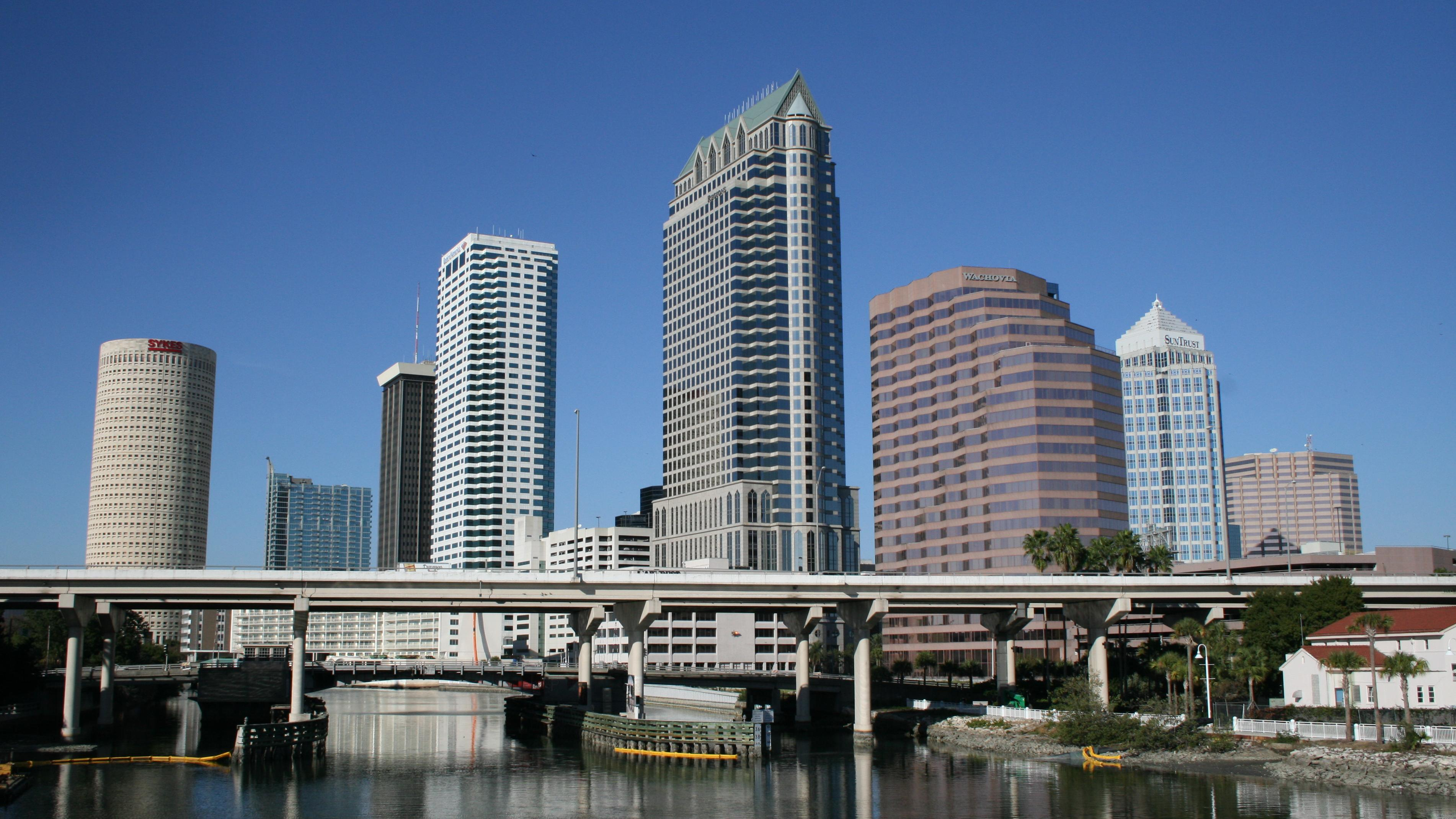
تامبا
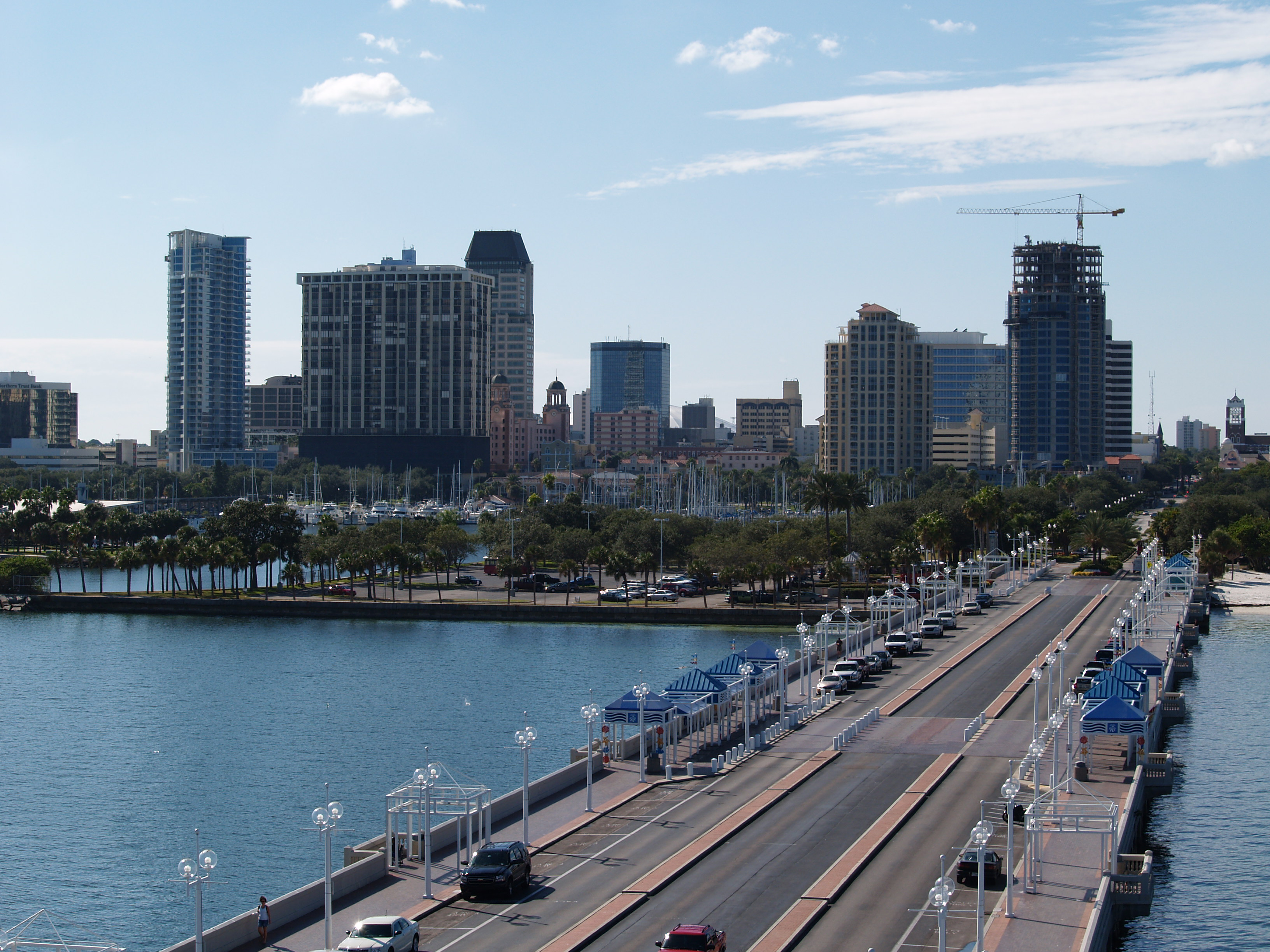
سان بيترسبورغ (فلوريدا)
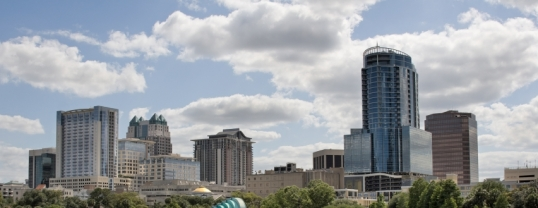
أورلاندو
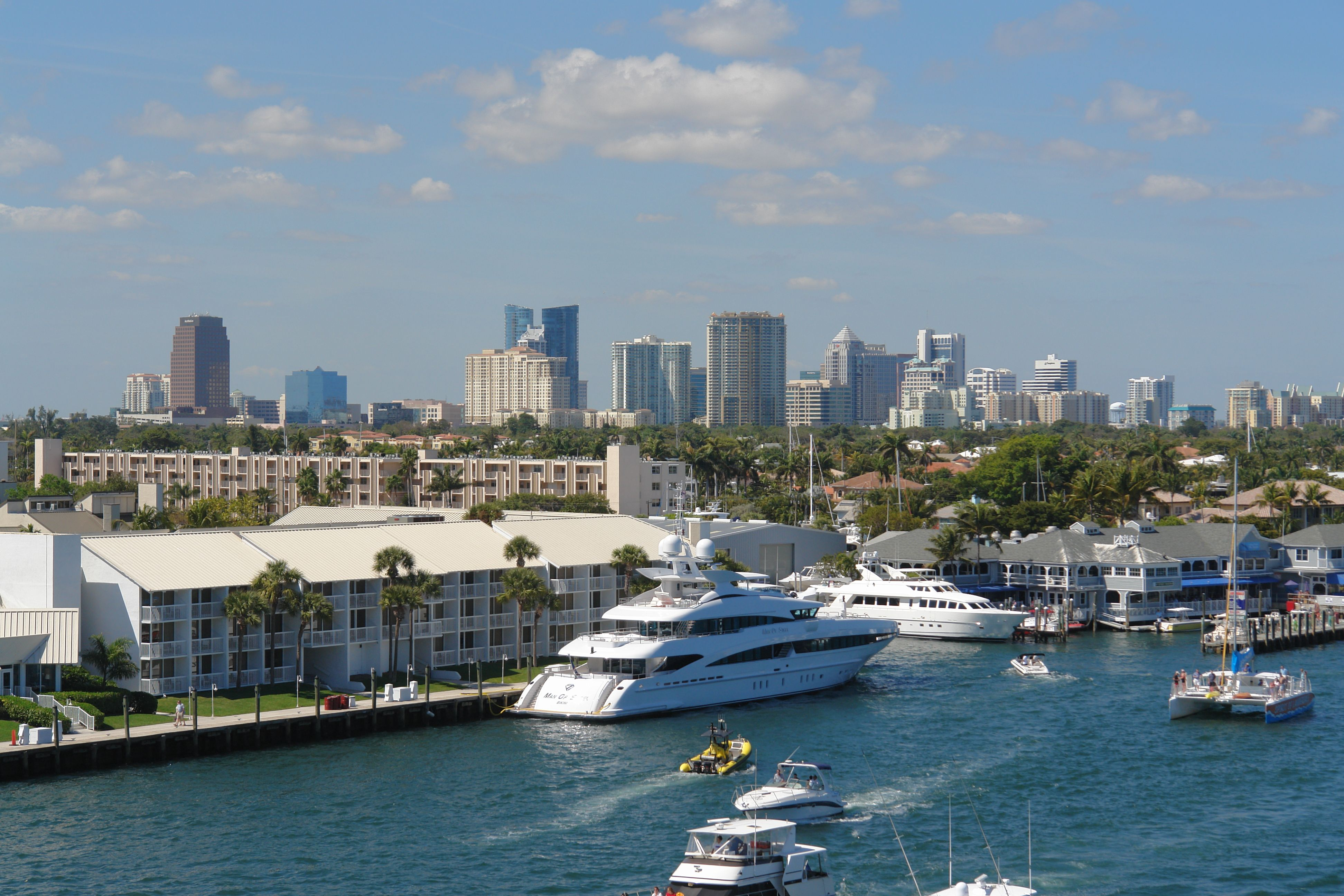
فورت لودردال
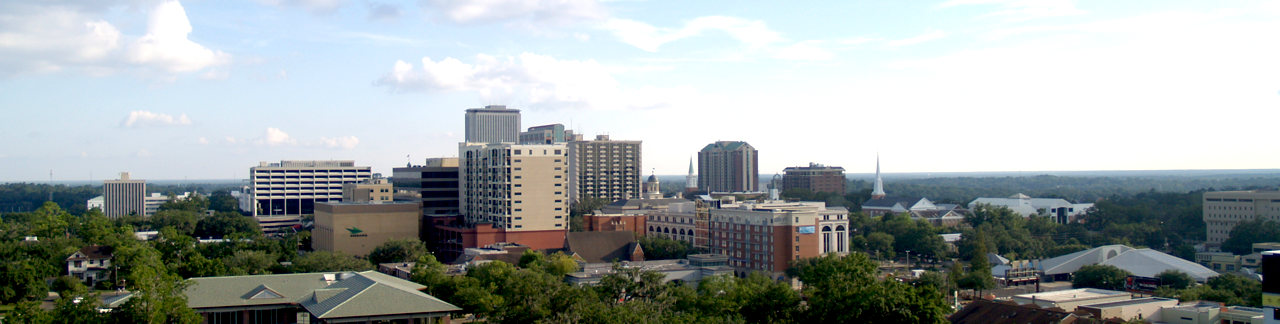
تالاهاسي
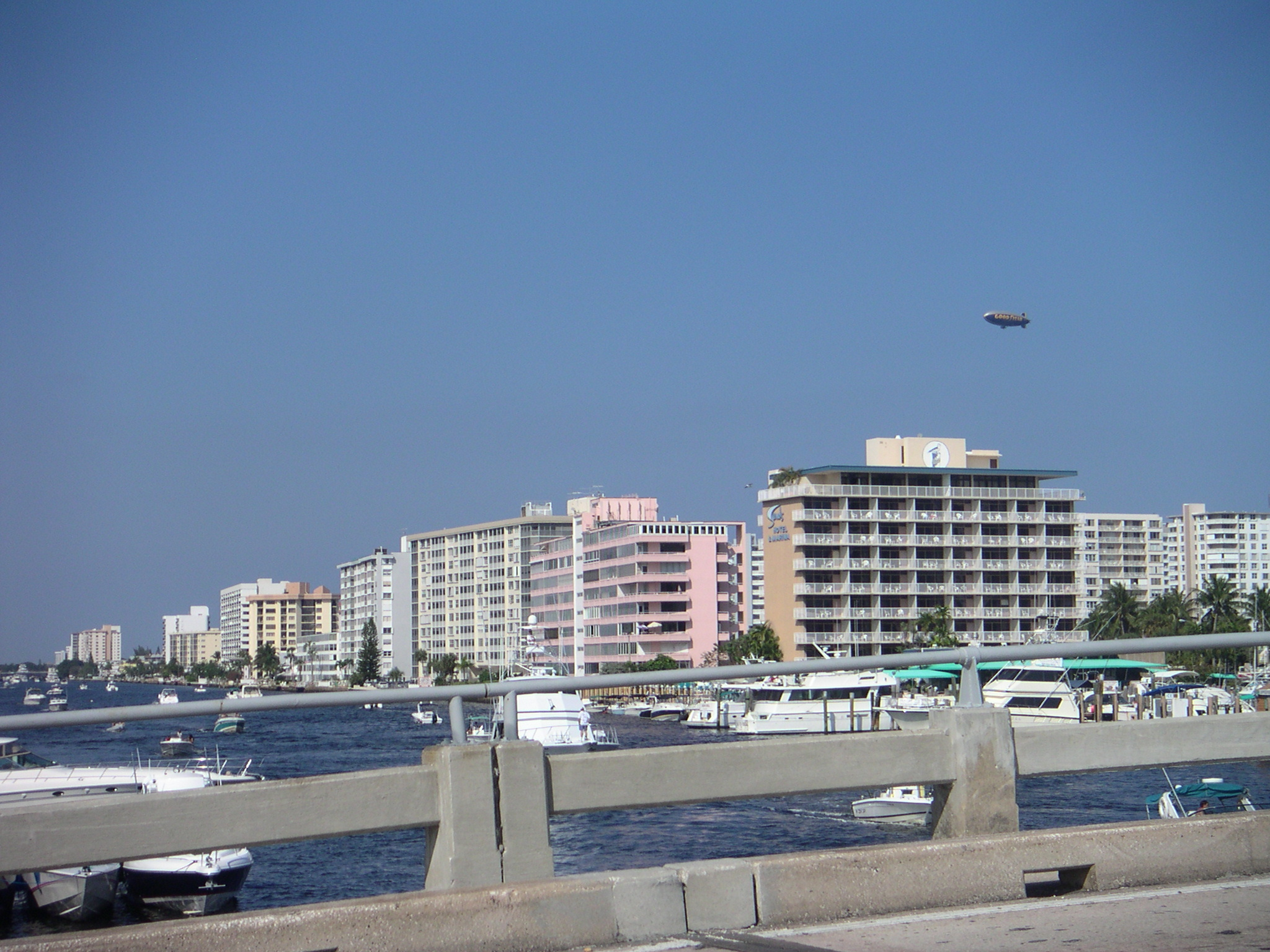
شاطئ بومبانو
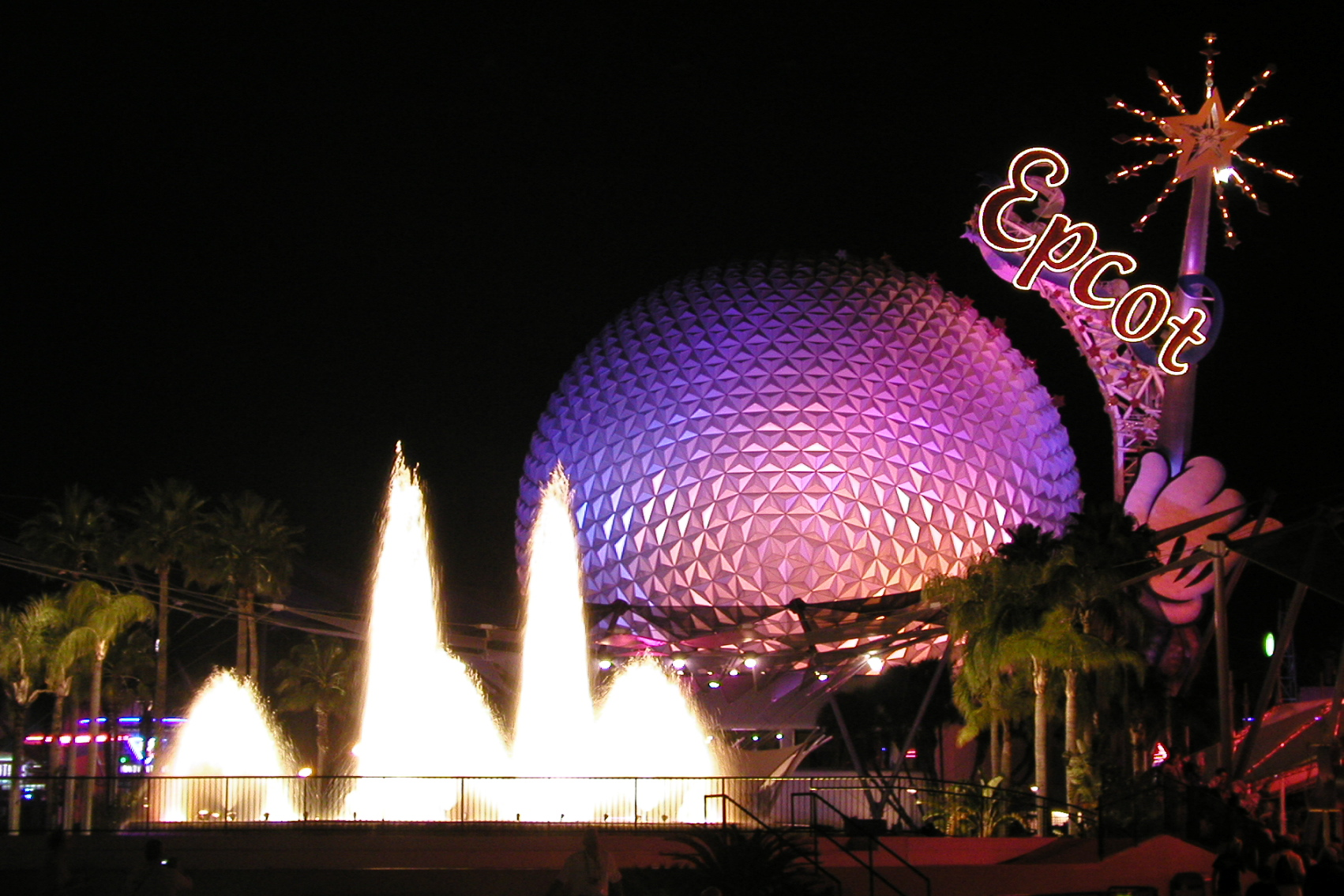
الأرض سفينة الفضاء ، ب إبكوت سنتر خلال الليل.
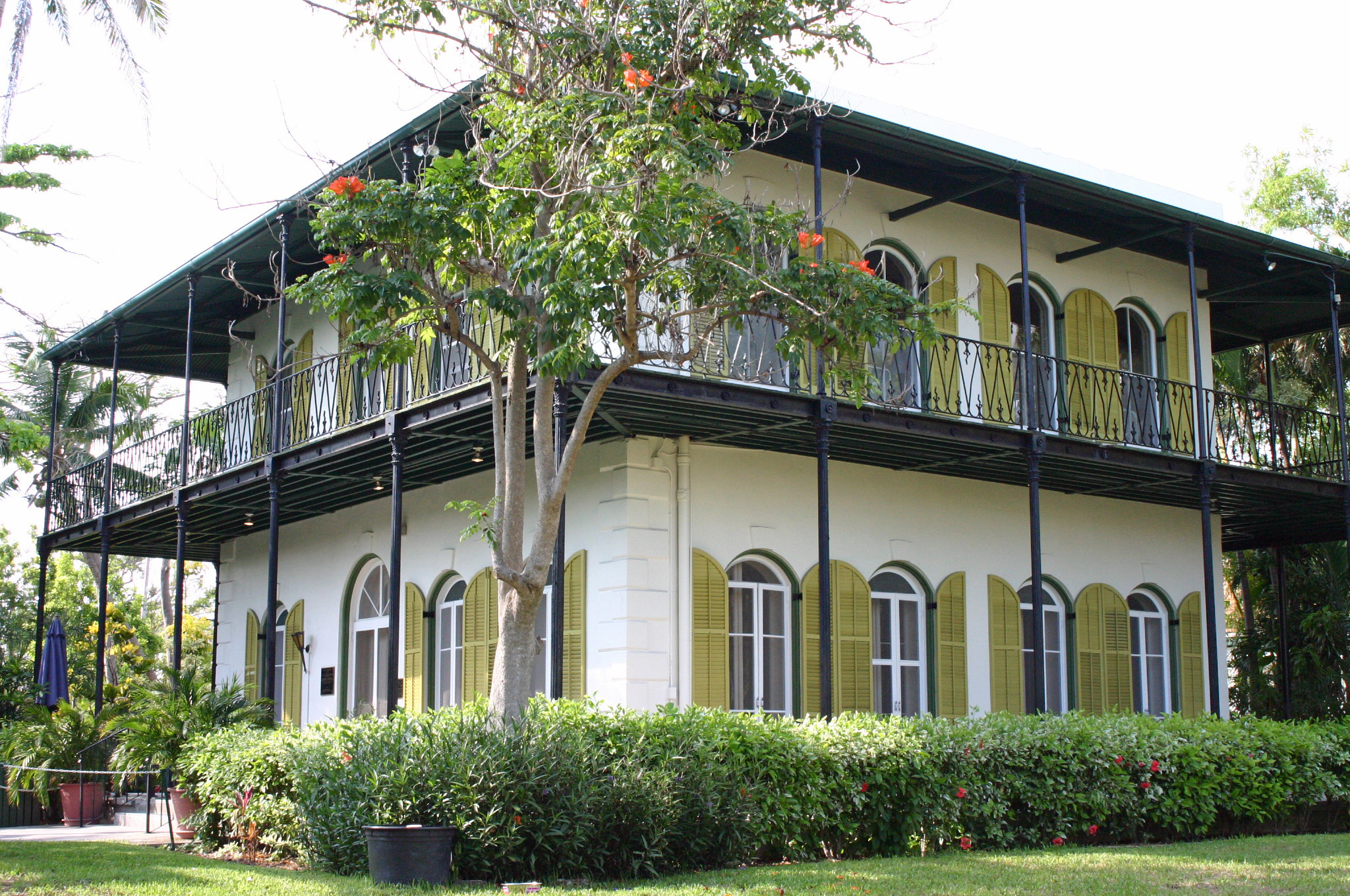
كي وست
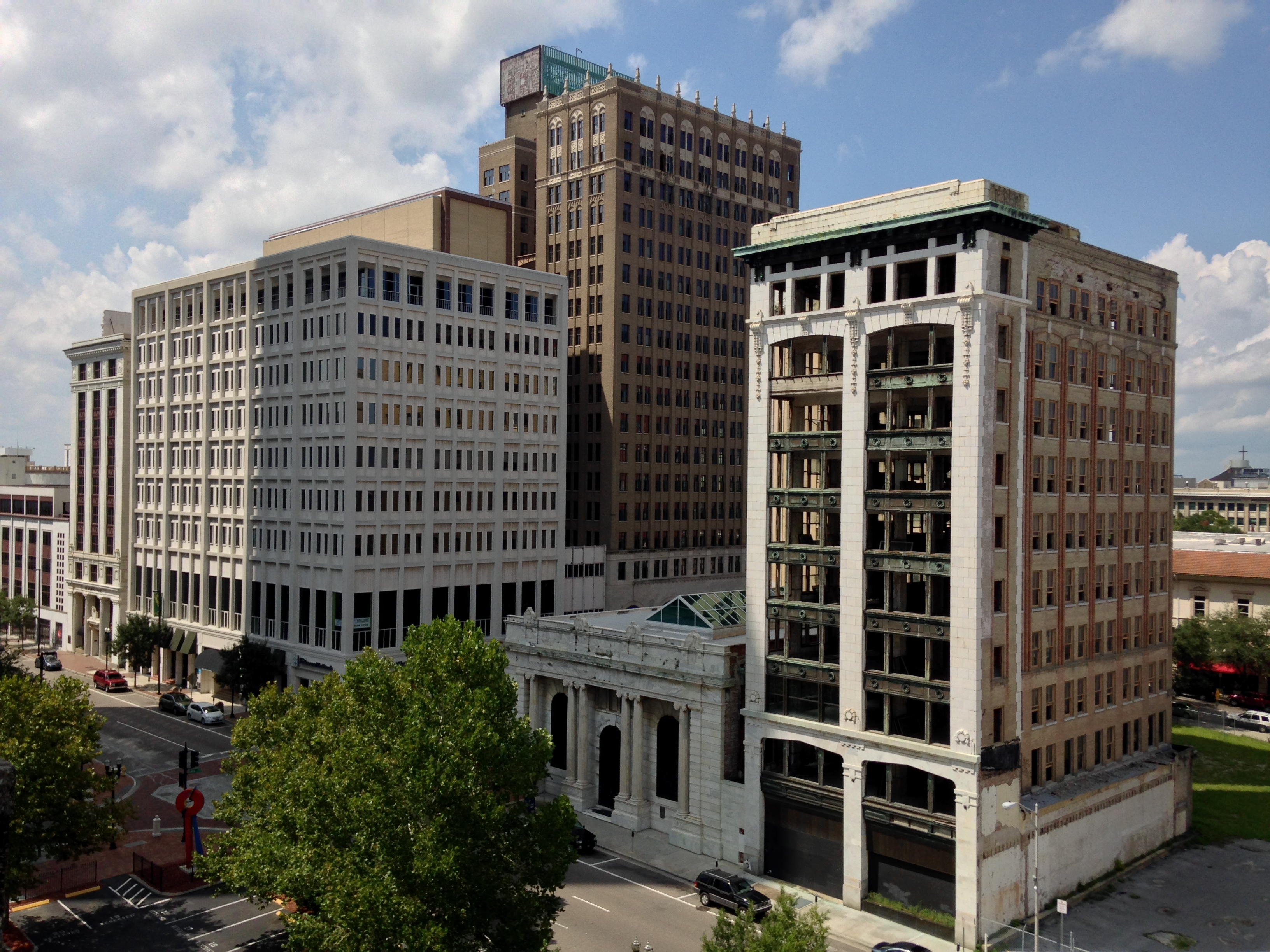
شارع لورا في جاكسونفيل
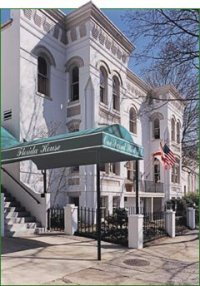
فلوريدا هاوس في كابيتول هيل
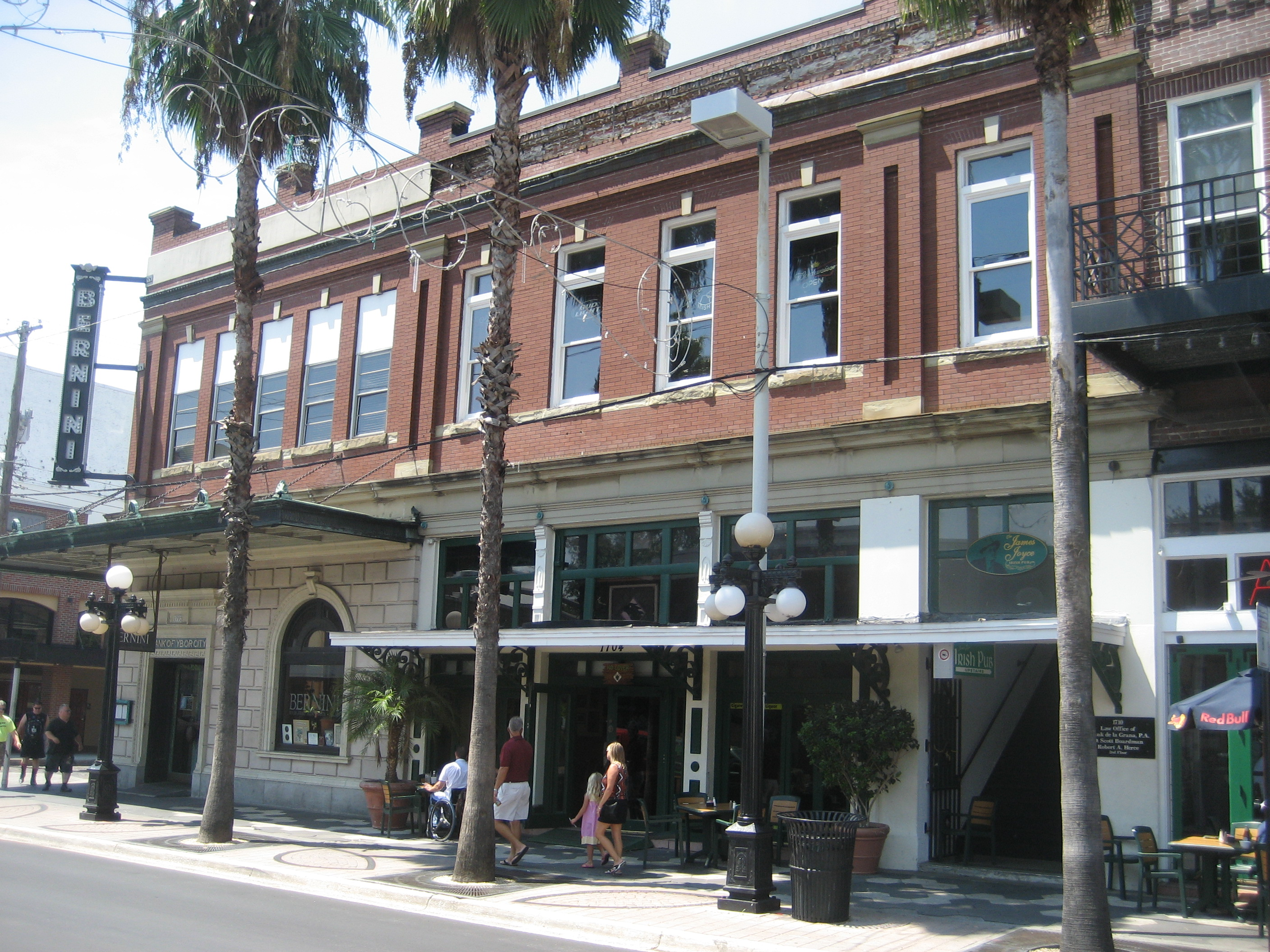
من تامبا
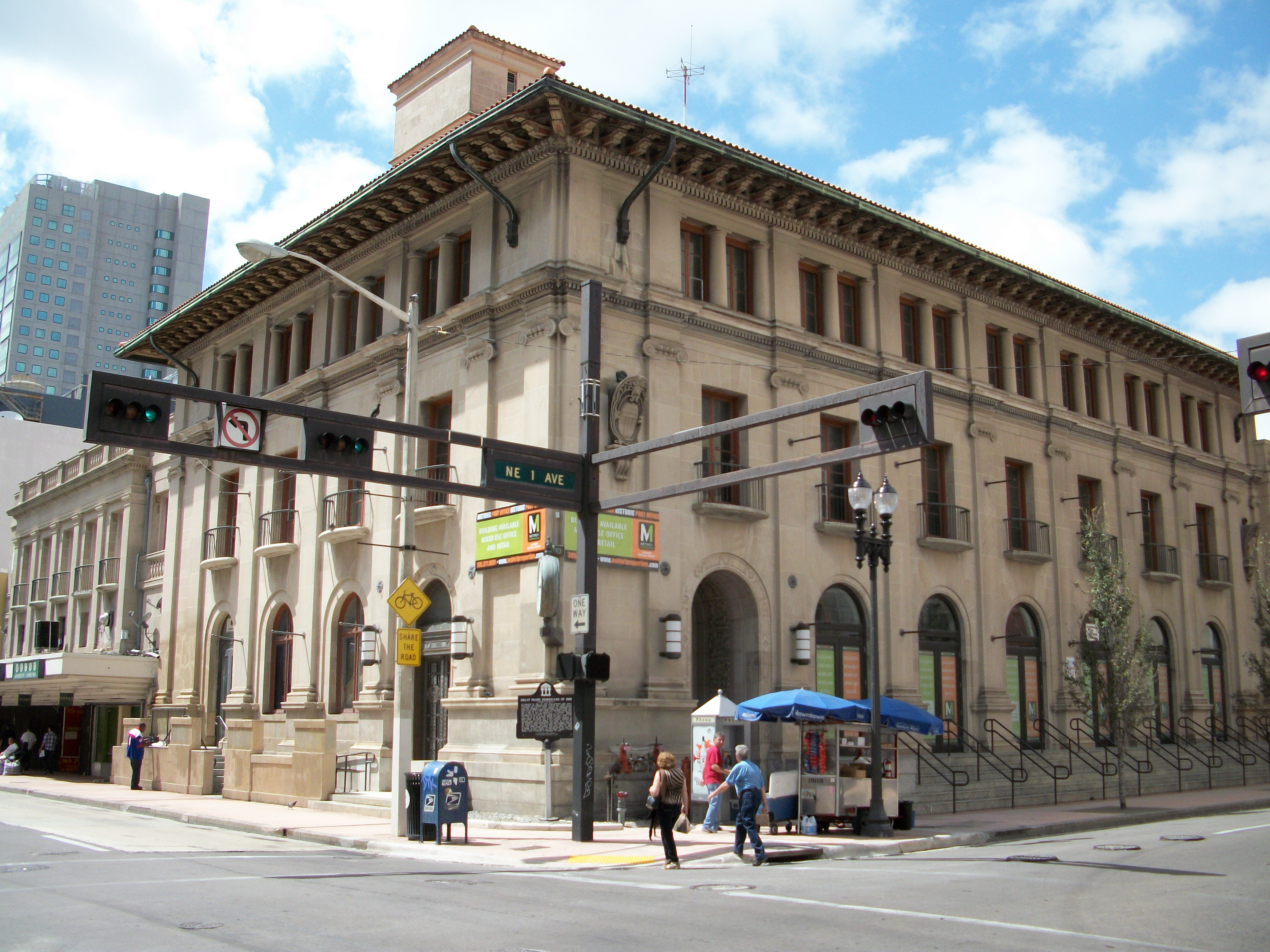
في حي ميامي القديمة
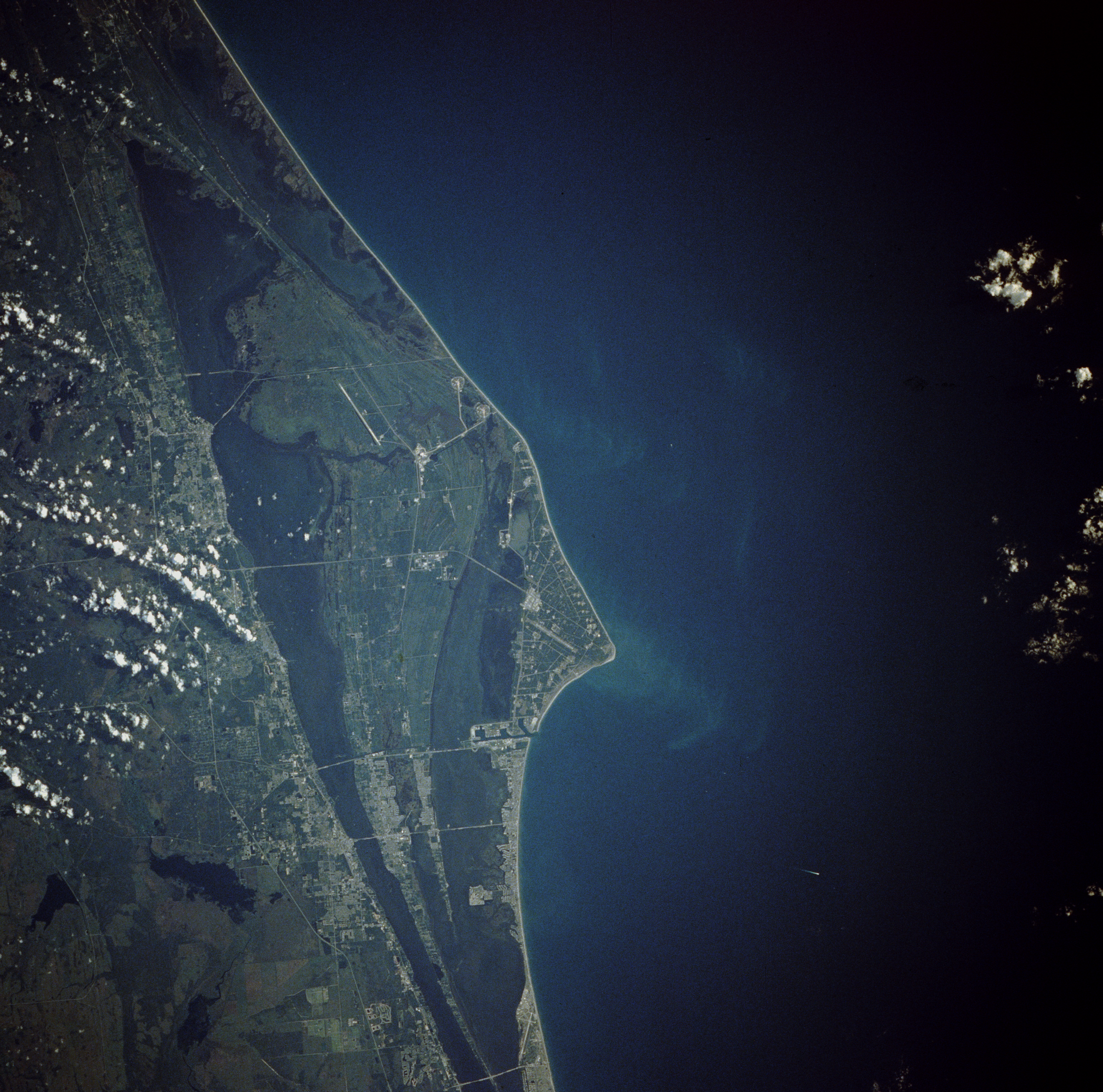
كيب كانافيرال من الفضاء، أ غسطس عام 1991

## وصلات خارجية
- الموقع الرسمي لولاية فلوريدا (بالإنجليزية)
- فلوريدا على مشروع الدليل المفتوح